# Associazione Fascista Calcio Bassano 1942-1943
Questa voce raccoglie le informazioni riguardanti l'Associazione Fascista Calcio Bassano nelle competizioni ufficiali della stagione 1942-1943.

## Rosa
| N. |                   | Ruolo | Calciatore           |
| -- | ----------------- | ----- | -------------------- |
|    | Italia (bandiera) | D     | Giuseppe Bertoncello |
|    | Italia (bandiera) | A     | Nello Bresin         |
|    | Italia (bandiera) | A     | Antonio Cecchetti    |
|    | Italia (bandiera) | A     | Antonio Chiozza      |
|    | Italia (bandiera) | D     | Dicima Clavello      |
|    | Italia (bandiera) | D     | G. Colombo           |
|    | Italia (bandiera) | A     | Paolo Conti          |
|    | Italia (bandiera) | A     | Bruno Della Palma    |
|    | Italia (bandiera) | C     | Giorgio Fernacchino  |
|    | Italia (bandiera) | C     | Cesare Ferronato     |

| N. |                   | Ruolo | Calciatore       |
| -- | ----------------- | ----- | ---------------- |
|    | Italia (bandiera) | P     | Giacomo Fincato  |
|    | Italia (bandiera) | A     | A. Fiorese       |
|    | Italia (bandiera) | C     | Giuseppe Parolin |
|    | Italia (bandiera) | A     | Arturo Poli      |
|    | Italia (bandiera) | C     | P. Rollo         |
|    | Italia (bandiera) | D     | Adone Stellin    |
|    | Italia (bandiera) | A     | P. I. Tagnin     |
|    | Italia (bandiera) | P     | Fabrizi Trento   |
|    | Italia (bandiera) | A     | Giorgio Verità   |